# Catharina Backman
Catharina Backman, född 2 mars 1961 i Stockholm, är en svensk tonsättare, dragspelare och varietéartist.
Backman har studerat komposition för bland andra Maurice Karkoff, Hans Gefors, Rolf Martinsson, Kent Olofsson och Javier Alvarez och avlagt examen i komposition vid Musikhögskolan i Malmö 2000. 
Efter studier i jazzimprovisation på Skurups Folkhögskola  och klassiskt piano var hon kapellmästare och musikalisk varietéartist i Varieté Vauduvill 1984–93.
Catharina Backman har främst komponerat musikdramatiska verk och arbetar ofta med sceniska och musikdramatiska uttryck i sin musik. Hon spelar dragspel i den egna gruppen Katzen Kapell och utgör ena halvan av artistduon Gretli & Heidi. Backman blev invald i Föreningen svenska tonsättare 2001.

## Verkförteckning
- Vän för blandad kör, trombon, cello, slagverk och piano till text av Erik Johan Stagnelius (1998)
- Aviatris för trumpet och tape (1998)
- Porträttet, barnopera med libretto av Maria Sundqvist (1999–2000)
- Cerise katakres (Kinematografen) för orkester (2001)
- Clandestine för rockband, blandad kör och symfonisk blåsorkester (2001)
- O för mezzosopran och preparerat piano till text av Sonja Åkesson (2001)
- Madrigal för blandad kör och orkester till text av Tomas Tranströmer (2002)
- Stackars mej, opera buffa för barn med libretto av Jonna Nordenskiöld (2002)
- Syndabekännelse för mänska för sopran och kammarensemble (flöjt, klarinett, slagverk, piano, 2 violiner och cello) till text av Gunnar Björling (2003)
- Slip on the Sidewalk för storband (5 saxofoner, 4 trumpeter, 4 tromboner, piano, kontrabas och trummor) (2008)
- Faustine, opera i två akter med libretto av Leif Janzon (2010)
- 11 juni 61 för baryton, klarinett, basklarinett, harpa och slagverk till text av Dag Hammarskjöld (2011)
- Portrait d'un roi för 4 sopraner, 2 oboe, 2 altsaxofoner, fagott, basklarinett och 2 harpor (2014)
- Svävande damen, operavarieté i en akt med libretto av Pelle Öhlund (2015)